# Vuelo 1549 de US Airways
El vuelo 1549 de US Airways (AWE1549) despegó el 15 de enero de 2009 del Aeropuerto LaGuardia, en Nueva York, con destino al Aeropuerto Internacional de Charlotte, en Carolina del Norte, y luego al Aeropuerto Internacional de Seattle-Tacoma, en SeaTac. El Airbus A320 realizó un amerizaje de emergencia en el río Hudson tras perder potencia en ambos motores debido a la colisión con una bandada de gansos. Este incidente fue descrito como «El milagro del río Hudson». Todos los pasajeros fueron rescatados.
La tripulación del vuelo fue galardonada con la Master's Medal del Sindicato de Pilotos y Navegantes Aéreos, destacando que «este amerizaje forzoso y evacuación, sin pérdida de vidas, fue un logro heroico y único en la historia de la aviación». La NTSB calificó el incidente como «el amerizaje más exitoso en la historia de la aeronáutica».

## Vuelo
El avión había despegado del Aeropuerto LaGuardia a las 3:24 p. m. hora local con 150 pasajeros y cinco tripulantes.  Menos de dos minutos tras el despegue y en plena maniobra de ascenso, a una altitud de 850 m, el Airbus A320 sufrió el impacto frontal de una densa bandada de gansos canadienses dañando ambos motores y dejándolo sin propulsión. El comandante Chesley "Sully" Sullenberger y su copiloto Jeffrey Skiles mantuvieron profesionalmente la calma y evaluaron rápidamente la situación consultando los protocolos de emergencia. Ambos motores estaban apagados y al no poder arrancarlos nuevamente, los pilotos declararon la emergencia a la torre de control de La Guardia para intentar regresar a dicho aeropuerto o a una alternativo. 208 segundos tras el despegue el avión viró a la izquierda en dirección a dos probables aeropuertos alternativos (el más cercano era Teterboro), con la autorización de la torre de La Guardia, que había suspendido todos los despegues en la zona; sin embargo, el Airbus perdía altura rápidamente, superando por solo 270 m el puente George Washington, por lo cual el comandante tomó la decisión de amerizar sobre el río Hudson ejecutando una maniobra llamada “ditching”. El avión descendió planeando; se preparó a la tripulación y pasajeros para esta maniobra, y en el último instante el piloto pudo levantar el morro del avión, con lo cual el acuatizaje tuvo lugar más suavemente.
El avión tuvo que amerizar en las heladas aguas del río Hudson, cerca de la Calle 48 en Manhattan, Nueva York, cerca del Museo Intrepid Sea-Air-Space, donde se encontraban muchos ferris y remolcadores del NY Waterway, los cuales participaron en el rescate al haber sido advertidos por la Guardia Costera. En el instante de la caída del avión, la temperatura ambiente en las proximidades del río Hudson rondaba los 20 °F (-6 °C).
"La caída del avión comercial de la aerolínea US Airways sobre el río Hudson en Nueva York no tiene relación con ningún evento de terrorismo", dijeron funcionarios del área de seguridad.

### Aterrizaje
Según la versión oficial de la Administración Federal de Aviación, un grupo de aves había impactado contra el avión, perjudicando gravemente el funcionamiento de los motores y obligando al piloto Chesley Sullenberger, que acababa de despegar del Aeropuerto LaGuardia apenas tres minutos antes, a hacer un amerizaje de emergencia en el río Hudson. El avión, un Airbus A320, pudo amerizar sobre las gélidas aguas del río Hudson, con temperaturas del aire inferiores a los seis grados bajo cero, gracias a la pericia del piloto, que también salió ileso del accidente. El piloto se vio obligado a realizar una maniobra de emergencia para intentar posarse sobre el agua al no poder llegar a ningún aeropuerto alternativo. Según Ben Von Klemperer, un testigo citado por la cadena CNN, «no iba demasiado rápido y el contacto con el agua se produjo de manera suave», por lo que todo indica que el amerizaje se hizo de manera controlada.

### Rescate

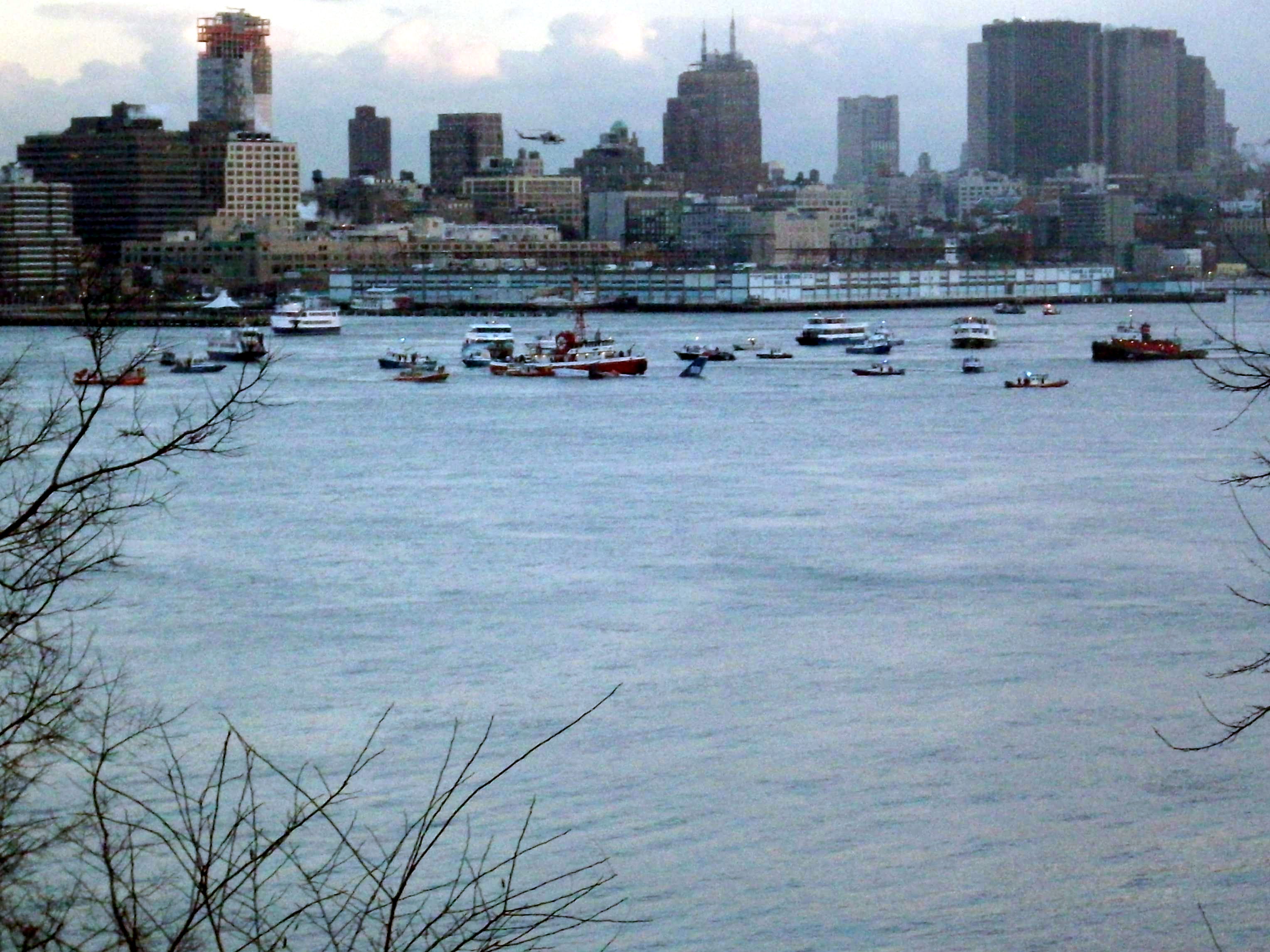
Ferris tratando de rescatar a los pasajeros.

Los ferris locales y remolcadores empezaron inmediatamente a rescatar a los pasajeros, muchos de los cuales se encontraban esperando sobre las alas del avión, mientras que otros pasajeros se subían a botes salvavidas. En minutos, helicópteros policiales, los guardacostas y embarcaciones salvavidas como el John D. McKean del FDNY llegaron a la escena para ayudar a los rescatistas y salvar a los pasajeros.
El Hospital Saint Vincent's Catholic Medical Center en Greenwich Village fue uno de los hospitales en recibir a los pasajeros heridos, al igual que el St. Luke's-Roosevelt Hospital Center, que recibió entre cinco y diez pasajeros, debido a la exposición a las gélidas aguas. El Hospital Roosevelt atendió a entre doce y quince pacientes.

## Heridos

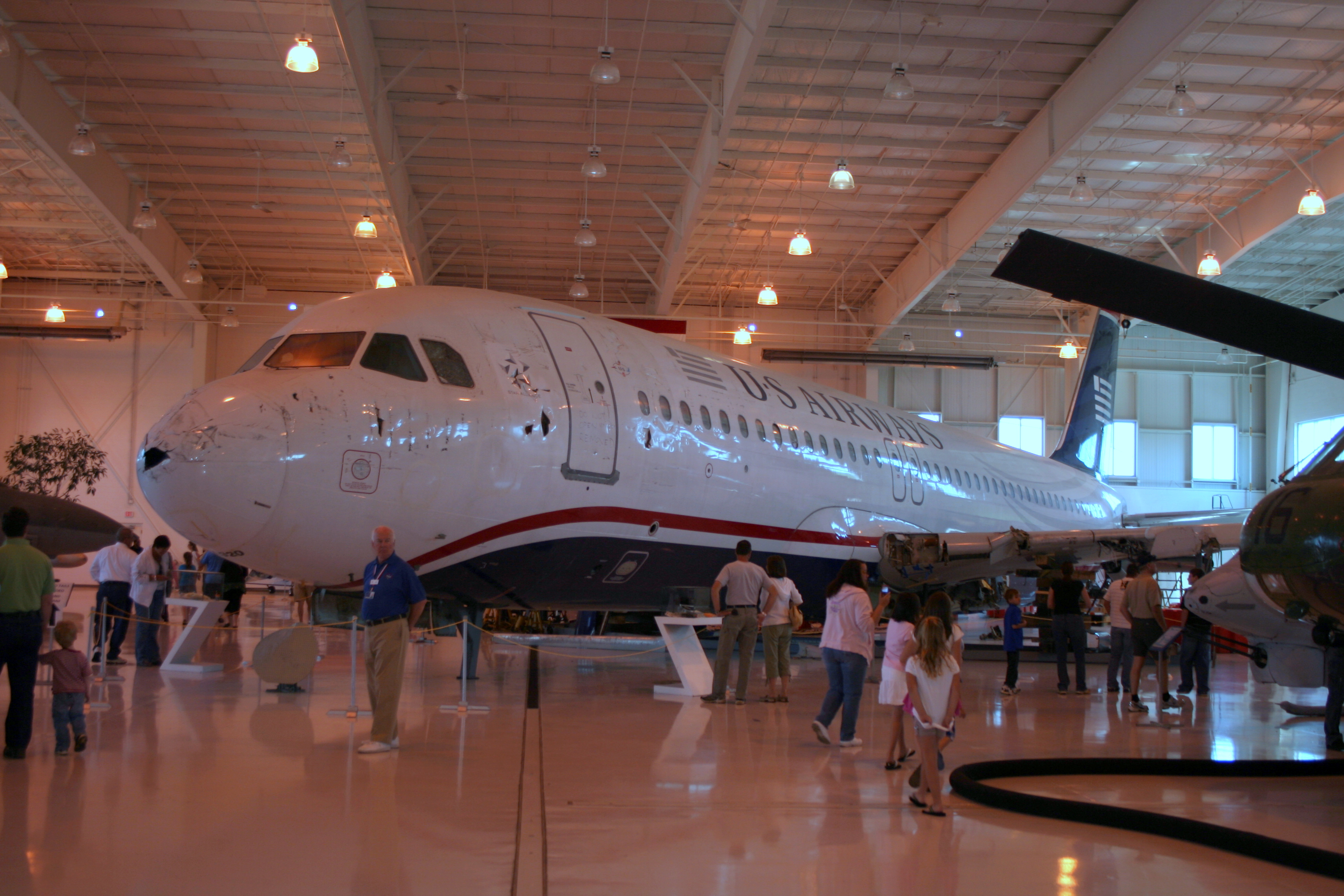
El Airbus A320 N106US en exhibición en el museo Carolinas Aviation.

A pesar del amerizaje de emergencia no hubo heridos de gravedad; sin embargo, 78 personas sufrieron heridas leves, incluyendo a una sobrecargo que sufrió una fractura y a cuatro personas que fueron tratadas por hipotermia, alguna de las cuales habían tomado la decisión de arrojarse al agua. Una portavoz de la Administración Federal de Aviación confirmó después que todos los ocupantes, incluidos dos bebés, salieron ilesos.

## Testimonios
Empezó a oler a gasolina y un par de minutos después el piloto dijo: «prepárense para el impacto». Y, para serles honesto, fue en ese momento cuando todo el mundo comenzó a rezar y mirar hacia el agua. De hecho, pensamos que teníamos alguna oportunidad porque había agua.
Jeff Kolodjay, pasajero del vuelo 1549 de US Airways.

Parecía como si el avión tuviera problemas para ganar altitud. A medida que se acercaba al agua, pude ver al piloto haciendo un último esfuerzo por levantar la nave. Él lo logró por unos segundos y luego el avión impactó contra el agua. Si no hubiera sido por esa maniobra se podría haber dañado todo el fuselaje.
Un testigo del accidente.

Creo que tuvimos un milagro en el Hudson. (...) Este es un día para darnos cuenta de lo bendecida que está esta ciudad.
David Paterson, exgobernador del Estado de Nueva York.

## Investigación
El avión parcialmente sumergido estaba amarrado a un muelle cerca del World Financial Center en el Bajo Manhattan, aproximadamente a 4 millas (6 km) río abajo del lugar del amerizaje. El 17 de enero, el avión se trasladó a Nueva Jersey. El motor izquierdo, desprendido del pilón, fue recuperado del cauce del río al día siguiente.
La evaluación inicial de la Junta Nacional de Seguridad en el Transporte (NTSB) de que el avión había perdido empuje tras un impacto contra aves fue confirmada por el análisis de las grabadoras de voz y datos de vuelo de la cabina.
Dos días antes, el motor derecho del avión había experimentado una situación de entrada en pérdida del compresor, pero se logró volver a arrancar el motor afectado y se pudo completar el vuelo sin problemas. Se reemplazó un sensor de temperatura defectuoso causante del fallo, verificándose que el motor no se había dañado durante el incidente.
El 21 de enero, la NTSB encontró evidencia de daños en el motor derecho junto con restos orgánicos, incluida una pluma. El motor izquierdo también evidenció un impacto de un objeto blando, con "marcas de impacto tanto en la rueda del ventilador como en el borde de ataque de la cubierta del motor. Cinco álabes del ventilador estaban fracturados y faltan ocho álabes del compresor". Ambos motores, a los que les faltaba gran parte de sus carcasas, fueron enviados al fabricante para su examen. El 31 de enero, el avión fue trasladado a Kearny, Nueva Jersey. Posteriormente, mediante pruebas de ADN, los restos de aves se identificaron como pertenecientes al ganso de Canadá (Branta canadensis), que normalmente tienen una masa mayor de la que los motores están diseñados para soportar en caso de ingestión.
Debido a que el avión se montó en Francia, la Agencia Europea de Seguridad Aérea (EASA; la equivalente europea de la FAA) y la Bureau d'Enquêtes et d'Analyses pour la Sécurité de l'Aviation Civile (BEA; la equivalente francesa de la NTSB) se unieron a la investigación, con la asistencia técnica de Airbus y GE Aviation / Snecma, fabricantes del fuselaje y de los motores respectivamente.
La NTSB usó simuladores de vuelo para probar la posibilidad de que el vuelo pudiera haber regresado a salvo a La Guardia o desviado a Teterboro; sólo siete de los trece aterrizajes simulados a La Guardia tuvieron éxito, y sólo uno de los dos a Teterboro. Además, el informe de la NTSB calificó estas simulaciones de poco realistas: "El viraje inmediato realizado por los pilotos durante las simulaciones no reflejó ni tuvo en cuenta las consideraciones del mundo real, como el retraso de tiempo necesario para reconocer el impacto de un pájaro y decidir un curso de acción". Una simulación adicional, en la que se tuvo en cuenta un retraso de 35 segundos para permitirlos, se estrelló. En el testimonio ante la NTSB, Sullenberger sostuvo que no había habido tiempo para llevar el avión a ningún aeropuerto y que intentarlo probablemente habría matado a los que estaban a bordo y más en tierra.
La Junta finalmente dictaminó que Sullenberger había tomado la decisión correcta, razonando que la lista de verificación para fallos simultáneos de ambos motores está diseñada para mayores altitudes, a las que los pilotos tienen más tiempo para lidiar con la situación y que, si bien las simulaciones mostraron que el avión podría haber regresado a La Guardia, esas simulaciones asumieron una decisión instantánea tras el impacto de las aves, sin tener en cuenta el tiempo necesario para evaluar la situación.
El 4 de mayo de 2010, la NTSB emitió su informe final, que identificó la causa probable como "la ingestión de grandes aves por los motores, lo que resultó en una pérdida casi total de empuje en ambos propulsores".
El informe final atribuyó el resultado a cuatro factores: buena toma de decisiones y trabajo en equipo por parte de la tripulación de la cabina (incluidas las decisiones de encender inmediatamente la APU y amerizar en el Hudson); que el A320 está certificado para operaciones prolongadas sobre el agua (y por lo tanto lleva chalecos salvavidas y toboganes-balsa adicionales) aunque no sea necesario para esa ruta; la eficacia de la tripulación de vuelo durante la evacuación; y la proximidad de los barcos de rescate al lugar del amerizaje.
Los factores que contribuyeron fueron la buena visibilidad y el corto tiempo de respuesta por parte de los operadores de transbordadores y de los servicios de emergencia. El informe hizo 34 recomendaciones, entre las que se incluyen que los motores se prueben para determinar la resistencia a los choques de aves a bajas velocidades; desarrollo de listas de verificación para fallos de dos motores a baja altitud y cambios en el diseño de la lista de verificación en general "para minimizar el riesgo de que los miembros de la tripulación de vuelo se queden atrapados en una lista de verificación inapropiada o en una parte de una lista de verificación"; mejor formación de pilotos para amerizar en agua; suministro de chalecos salvavidas en todos los vuelos, independientemente de la ruta, y cambios en la ubicación de los chalecos y otros equipos de emergencia; investigación sobre una mejor gestión de la vida silvestre e innovaciones técnicas en aeronaves para reducir los choques con aves; investigación de posibles cambios en las posiciones de los soportes de los pasajeros; e investigación de "métodos para superar la falta de atención de los pasajeros" durante las sesiones informativas de seguridad previas al vuelo.
El autor y piloto William Langewiesche afirmó que no se le dio el valor suficiente al diseño fly-by-wire del A320, por el cual el piloto usa la palanca lateral para indicar a las computadoras de control de vuelo los ajustes de actitud deseados. Luego, las computadoras imponen ajustes y límites preestablecidos para mantener el avión estable que el piloto no puede anular ni siquiera en una emergencia. Este diseño permitió a los pilotos del vuelo 1549 concentrarse en intentar reiniciar los motores y decidir el rumbo sin la carga de ajustar manualmente la senda de planeo para reducir la velocidad de descenso del avión. Sin embargo, Sullenberger dijo que estos límites impuestos por computadora también le impidieron lograr el ángulo de ataque óptimo para el amarizaje lo que, según él, habría suavizado el impacto.

## Filmografía
- Este accidente fue presentado en un episodio del programa de televisión canadiense Mayday: catástrofes aéreas, titulado «Aterrizaje heroico en el Hudson».

- También se rodó la película Sully dirigida por Clint Eastwood y con Tom Hanks como Sully.

- Asimismo, su historia fue también mencionada y relatada en el documental de Michael Moore, llamado Capitalismo: Una historia de amor donde adicional a ello se expone la opinión del piloto acerca de las condiciones laborales de los pilotos en la actualidad.